# Manfred Rahn
Manfred Rahn (* 26. Juni 1933) ist ein deutscher Synchron-, Hörspiel- und Rundfunksprecher.

## Leben und Wirken
Der Berliner Schauspieler wurde bekannt als deutsche Synchronstimme von William Talman in der Rolle des Staatsanwalts Hamilton Burger in der Fernsehserie Perry Mason sowie von John Aylward in Emergency Room (zweiter Sprecher), Alias, Nip/Tuck und Family Law. Außerdem lieh er zum Beispiel George Grizzard in der Rolle des Henry Hamilton in der Miniserie Scarlett oder auch Michael Keenan als Bürgermeister Pugen in der US-Erfolgsserie Picket Fences – Tatort Gartenzaun seine Stimme.
Neben seiner Arbeit als Synchronsprecher war Rahn auch als Rundfunksprecher beim RIAS Berlin beschäftigt oder als Sprecher in kommerziellen Hörspielserien, zu denen  Benjamin Blümchen, Bibi Blocksberg, Wendy oder Jan Tenner gehören.

## Hörspiele (Auswahl)
- 1978: Peter Pan (Einzelhörspiel, Regie: Ruth Scheerbarth)[2] (als Smy)
- 1983: Bibi Blocksberg – Folge 12: Bibi hat Geburtstag (als Müllmann)
- 1983: Bibi Blocksberg – Folge 14: Bibi in Amerika (als Reporter)
- 1984: Bibi Blocksberg – Folge 18: Auf dem Hexenberg (als Herbert)
- 1987: Jan Tenner – Folge 35: Der schwarze Tod
- 1988: Jan Tenner – Folge 41: Im Reich der Azzarus
- 1989: Benjamin Blümchen – Folge 60: Der Doppelgänger (als Karl-August)
- 1992: Barbie – Folge 5: Die Spur der "Seeadler" (als 2. Seemann)
- 1995: Wendy – Folge 1: Angst um Lindenhöhe (als Raffke)
- 1996: Wendy – Folge 14: Streit um Axis (als Michael Gräser)